# برنارد لينوار
برنارد لينوار (بالفرنسية: Bernard Lenoir)‏ هو مقدم برامج إذاعية فرنسي، ولد في 13 سبتمبر 1945 في دوفيل في فرنسا.

## وصلات خارجية
- برنارد لينوار على موقع ميوزك برينز (الإنجليزية)
- برنارد لينوار على موقع ديسكوغز (الإنجليزية)